# Bojan Westin
Bojan Westin, folkbokförd Bojan Viola Vestin Reuter, under en tid enbart Reuter, född 5 september 1926 i Njutånger i Gävleborgs län, död 4 oktober 2013 i Stockholm, var en svensk skådespelare. Hon var mor till skådespelaren Suzanne Reuter.

## Biografi
Bojan Westin fick sin skådespelarutbildning på Calle Flygares teaterskola som en av hans yngsta elever, men också en av hans första då skolan började sin verksamhet 1940.
Hon hade sina första filmroller redan som 15-åring i Spökreportern och Det sägs på stan. Hon medverkade i ett tiotal filmer under 1940-talet, bland annat en om familjen Taube. Hon filmade tillsammans med stora aktörer som Edvard Persson, Max Hansen och Sigurd Wallén. Parallellt engagerades hon av såväl radion som teatern, inte minst Stora Teatern i Göteborg.
Hon gjorde sitt enda framträdande på Dramaten 1942 som Lena i Charlotte Chorpennings pjäs En radiobragd med bland andra Sven Lindberg, Erik Hell, Torsten Lilliecrona och Renée Björling. Uppsättningen gjordes för att de som gick på elevskolan skulle spela i roller som låg nära deras egen ålder. Westin som var elev hos Flygare fick spela de fem föreställningar som den gavs på Dramatens scen. 
Under många år var hon, frånsett några inhopp, borta från både scen och film. 
Hon medverkade 1980 i musikalen Candide och strax därefter i Till Fedra. 
På Östgötateatern gjorde Westin 1985 rollen som Golde i Spelman på taket mot Guy de la Bergs Tevje.
Det skulle sedan följa ett större antal teaterroller fram till 1991, däribland Cabaret.
För TV-publiken har hon setts som farmodern i Hummerkriget, där hon spelade mot bland andra Bertil Norström. Hon var också med i långköraren Rederiet, där hon blev känd för repliken "Mitt namn är Barbro Pastorelli, min man är italienare". Pastorelli, som hon där spelade, var nära vän till familjen Dahlén och gifte sig sedan med Gustav Sjögren (Bert-Åke Varg). Bojan Westin spelade mot dottern Suzanne Reuter i TV-serien Drottningoffret (2010).
Westin vann pris som bästa skådespelerska i kortfilmen Le på Alfredgalan i Sölvesborg april 2007.
Åren 1950 till 1988 var hon gift med ingenjören Terje Reuter (1924–2005). Paret fick fyra barn mellan 1951 och 1963, näst äldst av dessa är skådespelaren Suzanne Reuter. Bojan Westin är gravsatt i minneslunden på Kungsholms kyrkogård i Stockholm.

## Filmografi
- 1941 – Spökreportern
- 1941 – Det sägs på stan
- 1943 – Kungsgatan
- 1944 – Vår Herre luggar Johansson
- 1944 – ... och alla dessa kvinnor
- 1945 – Trötte Teodor
- 1946 – Kristin kommenderar
- 1947 – Jens Månsson i Amerika
- 1948 – Flottans kavaljerer
- 1949 – Sjösalavår
- 1983 – München–Atén (TV-teater)
- 1986 – Hummerkriget
- 1988 – Kråsnålen (TV-serie)
- 1991 – Underjordens hemlighet
- 1991 – Agnes Cecilia – en sällsam historia
- 1993 – Allis med is (TV-serie)
- 1995 – Anmäld försvunnen (TV-serie)
- 1995–1996 – Rederiet (TV-serie)
- 1997 – Ogifta par – en film som skiljer sig
- 2001 – Reuter & Skoog (TV-serie)
- 2001 – Leva livet
- 2002 – Livet i 8 bitar
- 2003 – Novembersnö
- 2004 – Glömskans brev
- 2004 – Strandvaskaren
- 2005 – Blodsbröder
- 2005 – Le
- 2006 – Brevbärarens hemlighet
- 2006 – Sökarna – Återkomsten
- 2007 – Koffein
- 2007 – Dorotea i dödsriket
- 2010 – Våra vänners liv (TV-serie)
- 2010 – Drottningoffret (TV-serie)
- 2010 – Delirium

## Teater

### Roller
| År   | Roll                 | Produktion                                | Regi            | Teater                |
| ---- | -------------------- | ----------------------------------------- | --------------- | --------------------- |
| 1941 | Moth                 | En midsommarnattsdröm William Shakespeare | Ingmar Bergman  | Sagoteatern           |
| 1942 | Sniggel Snuggel      | Sniggel snuggel Torun Munthe              | Ingmar Bergman  | Sagoteatern           |
| 1942 | Pelle                | De tre dumheterna Torun Munthe            | Ingmar Bergman  | Sagoteatern           |
| 1943 | Julie Bunting        | Den okuvliga Mr Bunting Robert Greenwood  | Martha Lundholm | Vasateatern           |
| 1947 | Belle                | Röd i det blå Zoë Akins                   | Ernst Eklund    | Vasateatern           |
| 1947 | Lady Agatha Carlisle | Solfjädern Oscar Wilde                    | Martha Lundholm | Vasateatern           |
| 1948 | Anna                 | Kärlekens komedi Henrik Ibsen             | Martha Lundholm | Vasateatern           |
| 1948 | Tessie               | Gröna hissen Avery Hopwood                | Martha Lundholm | Vasateatern           |
| 1948 | Ann Tower            | Jane W. Somerset Maugham                  | Ernst Eklund    | Vasateatern           |
| 1949 | Pernille             | Maskerad Ludvig Holberg                   | Gunnar Skoglund | Vasateatern           |
| 1949 | Ruth Wilkins         | Kära Ruth Norman Krasna                   | Gösta Cederlund | Vasateatern           |
| 1949 | Henriette            | Inte för er, mina damer Sacha Guitry      | Martha Lundholm | Vasateatern           |
| 1949 | Ruth Kelly           | Harvey Mary Chase                         | Martha Lundholm | Vasateatern           |
| 1996 | Mrs Witcher          | Maratondansen Horace McCoy                | Johan Huldt     | Stockholms Parkteater |

### Fotnoter
1. ↑  Sveriges befolkning
1990:
Reuter, Bojan Viola
2. ↑  Dödsannons i Dagens Nyheter 12 oktober 2013 s 29: "Bojan Westin Reuter, *5 september 1926, har lämnat oss i stor sorg och saknad, Stockholm 4 oktober 2013, barn, barnbarn, barnbarnsbarn"
3. 1 2 3 4  ”Ett skådespelarliv i två akter”. Norrköpings Tidningar. http://www.nt.se/personligt/artikel.aspx?articleid=8892454. Läst 21 oktober 2013.
4. ↑  ”Bojan Westin”. Svensk Filmdatabas. http://sfi.se/sv/svensk-filmdatabas/Item/?type=PERSON&itemid=61528&iv=OVERVIEW. Läst 3 augusti 2012.
5. ↑  ”Bojan Westin”. Glimz.net. Arkiverad från originalet den 4 mars 2016. https://web.archive.org/web/20160304204305/http://www.glimz.net/info.php?award=295&lang=sv_SE. Läst 3 augusti 2012.
6. ↑  Sveriges Dödbok 1901–2009, DVD-ROM, Version 5.00, Sveriges Släktforskarförbund (2010).
7. ↑  Sveriges befolkning 1970, CD-ROM, Version 1.04, Sveriges Släktforskarförbund (2002).
8. ↑  Gravar.se
9. ↑  ”En midsommarnattsdröm”. Stiftelsen Ingmar Bergman. http://ingmarbergman.se/verk/en-midsommarnattsdröm. Läst 16 oktober 2015.
10. 1 2  ”Sniggel snuggel/De tre dumheterna”. Stiftelsen Ingmar Bergman. http://ingmarbergman.se/verk/sniggel-snuggelde-tre-dumheterna. Läst 16 oktober 2015.
11. ↑  ”Vasateaterns premiär”. Dagens Nyheter:  s. 12. 28 oktober. http://arkivet.dn.se/arkivet/tidning/1943-10-28/293/12. Läst 25 augusti 2015.
12. ↑  ”Röd i det blå”. Musikverket. http://calmview.musikverk.se/CalmView/Record.aspx?src=CalmView.Performance&id=PERF14162&pos=445. Läst 5 maj 2016.
13. ↑  ”Solfjädern”. Musikverket. http://calmview.musikverk.se/CalmView/Record.aspx?src=CalmView.Performance&id=PERF14161&pos=446. Läst 5 maj 2016.
14. ↑  ”Kärlekens komedi”. Musikverket. http://calmview.musikverk.se/CalmView/Record.aspx?src=CalmView.Performance&id=PERF14122&pos=447. Läst 5 maj 2016.
15. ↑  ”Gröna hissen”. Musikverket. http://calmview.musikverk.se/CalmView/Record.aspx?src=CalmView.Performance&id=PERF14102&pos=448. Läst 5 maj 2016.
16. ↑  ”Jane”. Musikverket. http://calmview.musikverk.se/CalmView/Record.aspx?src=CalmView.Performance&id=PERF14111&pos=449. Läst 5 maj 2016.
17. ↑  ”Maskerad”. Musikverket. http://calmview.musikverk.se/CalmView/Record.aspx?src=CalmView.Performance&id=PERF14153&pos=450. Läst 5 maj 2016.
18. ↑  ”Kära Ruth”. Musikverket. http://calmview.musikverk.se/CalmView/Record.aspx?src=CalmView.Performance&id=PERF14121&pos=452. Läst 5 maj 2016.
19. ↑  ”Inte för er, mina damer”. Musikverket. http://calmview.musikverk.se/CalmView/Record.aspx?src=CalmView.Performance&id=PERF14109&pos=453. Läst 4 maj 2016.
20. ↑  ”Harvey”. Musikverket. http://calmview.musikverk.se/CalmView/Record.aspx?src=CalmView.Performance&id=PERF14110&pos=454. Läst 5 maj 2016.